# 鉢屋弥之三郎
鉢屋 弥之三郎（はちや やのさぶろう・生没年不詳）は、戦国時代の忍者。鉢屋衆の一人。尼子氏の家臣。
1484年（文明16年）出雲国の守護代・尼子経久が、主君の京極政経により追放された。経久は浪人生活の後、弥之三郎と出会う。居城月山富田城の奪回の協力を頼まれ、策を練った。その策とは、富田城の毎年恒例の万歳である。これを新しい守護代・塩冶掃部介の前で披露し、兵の気が緩んでいる隙を突いて、奇襲をかけるというものだった。
1486年（文明18年）元日、計画通り弥之三郎率いる鉢屋衆は、城内に入り、万歳を披露した。そして奇襲をしかけ、あっという間に城を獲った。これは鉢屋衆の活躍によるところが大きい。その後弥之三郎は、尼子の忍者となり多くの戦で、奇襲をするなどの活躍をした。末代まで尼子の為に戦ったのである。